# Nothing (azienda)
Nothing (ufficialmente Nothing Technologies Limited.) è un'azienda sino-britannica di elettronica di consumo con sede a Londra.
È stata fondata nel 2020 da Carl Pei, il cofondatore del produttore cinese di smartphone OnePlus. Il 25 febbraio 2021, l'azienda ha annunciato Teenage Engineering come socio fondatore, responsabile principalmente della parte stilistica del marchio e dei suoi prodotti. Tra gli investitori della società figurano Tony Fadell di iPod, lo youtuber Casey Neistat e GV (ex Google Ventures). Il primo prodotto della Nothing, gli auricolari "Ear (1)", sono stati lanciati il 27 luglio 2021.
La società ha successivamente creato il sub-brand CMF by Nothing.

## Storia

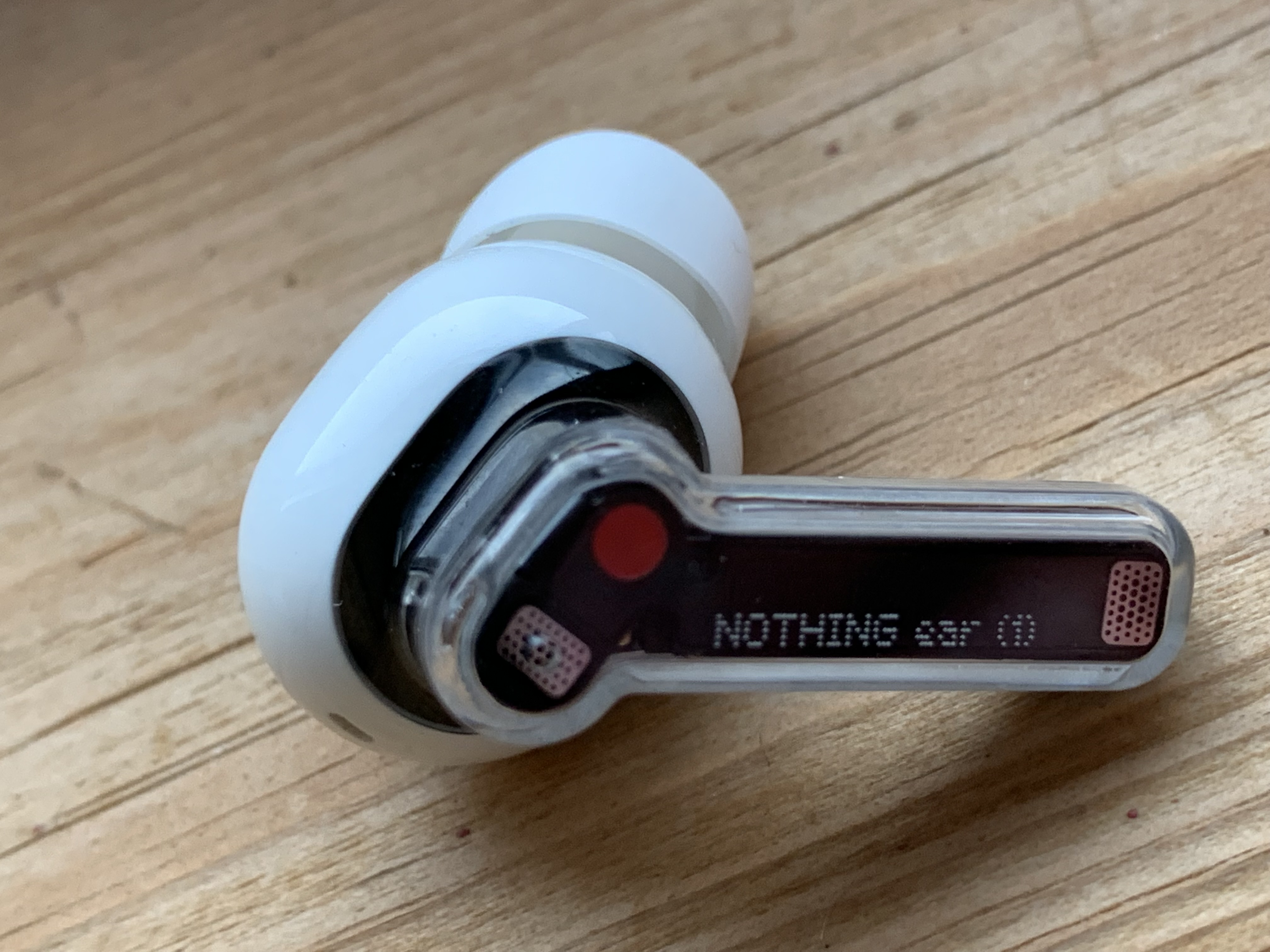
Nothing ear (1), primo prodotto dell'azienda

Il 16 ottobre 2020 Carl Pei mentre lavorava in OnePlus al fianco di Pete Lau, ha annunciato le sue dimissioni per poter avviare una nuova impresa. In seguito Pei ha raccolto fino a 7 milioni di dollari da diversi investitori per avviare la sua impresa, tra cui Tony Fadell di iPod, il cofondatore di Twitch Kevin Lin, il CEO di Reddit Steve Huffman e lo YouTuber Casey Neistat.
Pei ha annunciato la neonata società chiamata Nothing il 27 gennaio 2021.
Il 15 febbraio 2021 Nothing ha acquisito i marchi e il brand di Essential Products dopo un anno dalla chiusura delle attività della società. Il 25 febbraio 2021 l'azienda ha annunciato una partnership con Teenage Engineering, per il design del marchio e dei suoi prodotti.
Il 27 luglio 2021 ha annunciato il suo primo prodotto, chiamato "ear (1)", che sono cuffie senza fili. Il 13 ottobre 2021 l'azienda ha raccolto fino a 50 milioni di dollari e ha annunciato una partnership con Qualcomm.

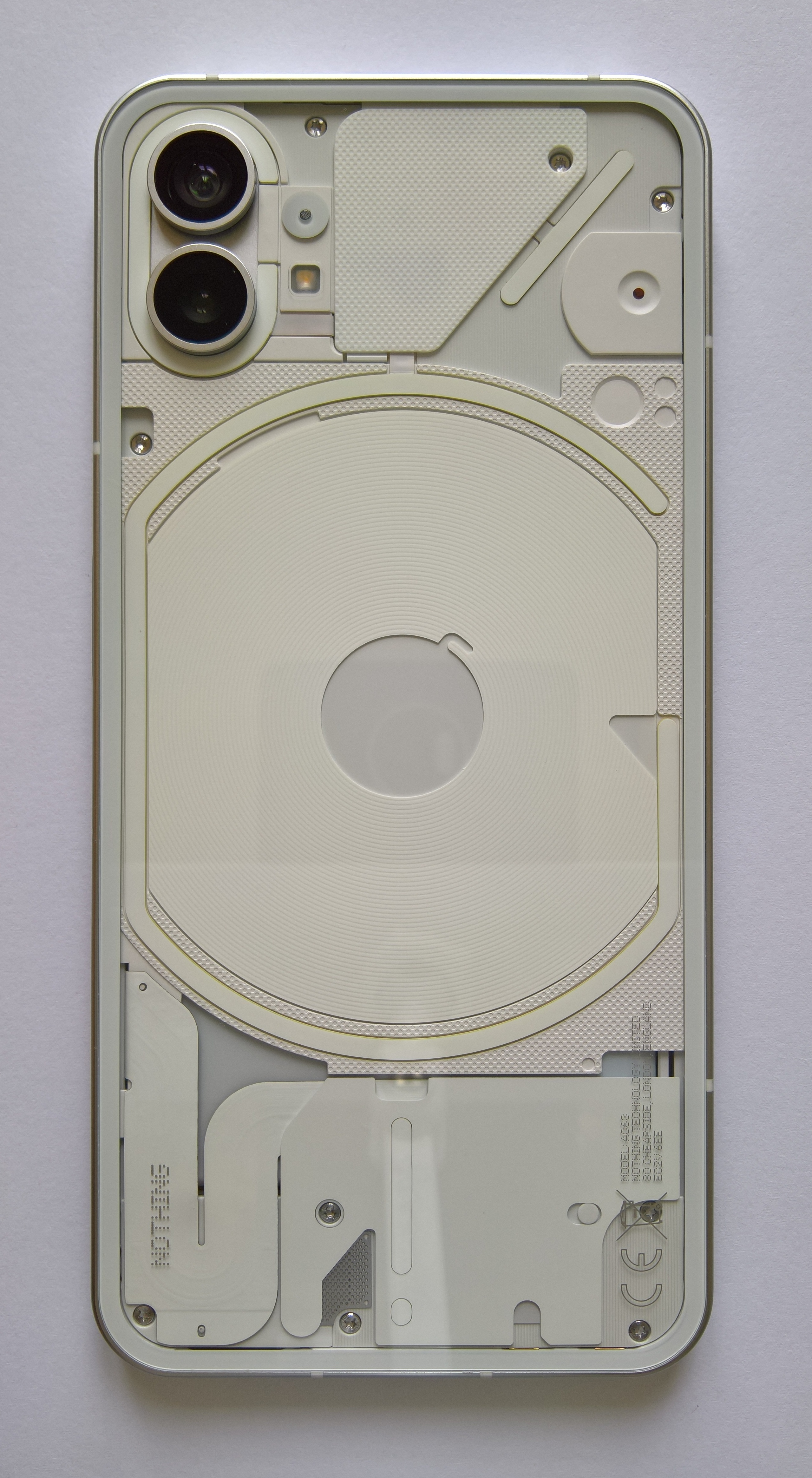
Retro del Nothing Phone 1

A marzo 2022 la società ha annunciato tramite una conferenza stampa il suo primo smartphone, il "phone (1)".
Il 10 dicembre 2022 Nothing ha aperto il suo primo negozio fisico nel quartiere londinese di Soho.
Nel febbraio 2023, durante il Mobile World Congress (MWC) di Barcellona, Nothing ha annunciato che la seconda generazione di telefoni alimentata dallo Snapdragon 8+ Gen 1. Il 22 marzo 2023, Nothing ha annunciato l'uscita della seconda generazione di auricolari wireless "ear (2)", con una migliore durata della batteria e soppressione del rumore adattivo.
Nell'agosto 2023 è stato annunciato un sottomarchio più economico denominato "CMF by Nothing" (CMF sta per "Color, Material and Finish", con riferimento al CMF design). A fine settembre, sono stati presentati i primi prodotti a marchio CMF, tra cui il primo smartwatch di Nothing, il CMF Watch Pro. Il 17 novembre 2023, Nothing ha rilasciato un'app di messaggistica con crittografia end-to-end, ma questa è stata criticata in quanto avrebbe memorizzato i testi. Nothing ha eliminato l'app dopo 24 ore.
Nell'aprile del 2024 arrivano la terza generazione di auricolari wireless "Ear" e la prima generazione di auricolari wireless "Ear (a)". Nel luglio 2024, CMF by Nothing ha annunciato il CMF Phone 1 prodotto in India.

## Prodotti

### Smartphone
- Nothing Phone (1)
- Nothing Phone (2)
- Nothing Phone (2a)
- Nothing Phone (2a) Plus
- Nothing Phone (3)
- Nothing Phone (3a)
- Nothing Phone (3a) Pro
- CMF Phone 1
- CMF Phone 2 Pro

### Smartwatch
- CMF Watch Pro
- CMF Watch Pro 2
- CMF Watch 3 Pro

### Auricolari

#### ear (1)
Il Nothing Ear 1, stilizzato come "ear (1)", è il primo prodotto di Nothing. Annunciato il 27 luglio 2021, l'Ear 1 è un set di auricolari senza fili. Gli auricolari possono essere collegati tramite Bluetooth e hanno un'autonomia dichiarata fino a 34 ore se utilizzati con la custodia di ricarica e fino a 5,7 ore con il controllo attivo del rumore (ANC) disattivato; 24 ore con la custodia e fino a 4 ore per gli auricolari stessi con ANC attivato. Gli auricolari sono stati messi in vendita il 17 agosto 2021, al prezzo di 99 dollari.

#### ear (stick)
Ear (stick) è un paio di auricolari Nothing rilasciato il 4 novembre 2022. È la seconda parte della famiglia Ear e una versione di livello inferiore di Ear (1), e non include la cancellazione del rumore, la modalità trasparenza o la ricarica senza fili.

#### ear (2)
Nel marzo 2023, Nothing ha annunciato gli auricolari di seconda generazione, i Nothing Ear (2). Questi nuovi auricolari supportano il codec audio HD a bassa latenza LHDC 5.0 e sono dotati di altoparlanti da 11,6 mm, come il modello precedente. Gli auricolari sono stati lanciati il 22 marzo 2023.

#### ear
Nothing Ear è un aggiornamento del 2024 del Nothing Ear (2), che offre caratteristiche migliorate rispetto al Nothing Ear (2), in particolare per quanto riguarda la durata della batteria e la qualità del suono.

#### ear (a)
Gli auricolari Nothing Ear (a), introdotti come opzione più economica, mantengono molte delle caratteristiche principali del modello premium Nothing Ear, come la cancellazione attiva del rumore e la qualità del suono. Utilizzano driver tradizionali in polimero, a differenza dei più costosi driver in ceramica della linea Ear principale. L'Ear (a) ha una maggiore durata dichiarata della batteria, che raggiunge circa 5,5 ore con ANC attiva rispetto alle 5,2 ore del modello di fascia alta. Ha un chipset meno potente ed offre controlli touch personalizzabili, rilevamento nell'orecchio e livelli simili di cancellazione del rumore (fino a 45 dB).